# Atlantic Rhapsody - 52 bilder från Tórshavn
Atlantic Rhapsody - 52 bilder från Tórshavn är en film från Färöarna från 1989
En pappa och hans dotter sitter och äter frukost när brandkåren vrålar förbi. En kvinna och hennes barn står och tittar på branden när de möter ett gift par. Paret hälsar på en man som skall ut med båten. Vid bryggan sitter några gamlingar och avråder honom och så vidare.
Filmen var den första långfilmen inspelad på Färöarna. 1989 vann filmen pris av Nordische Filminstitute på filmfestivalen Nordische Filmtage i Lübeck.
Filmen hade svensk premiär den 3 augusti 1990.